# Уиннетт
Уи́ннетт (англ. Winnett) — небольшой город в прериях восточной части американского штата Монтана. Административный центр округа Петролеум и его крупнейший населённый пункт. На момент переписи населения, проведённой в 2010 году, население города составляло 182 человека.
В Уиннетте действуют почтовое отделение, администрация округа, окружной суд, офис шерифа, школа, два бара, продуктовый магазин, автосервис и две небольших церкви — методистская и баптистская. Инфраструктурой Уиннетта пользуются не только его горожане, но и другие жители округа, живущие в менее крупных поселениях.

## История
Первое современное поселение на месте Уиннетта появилось в 1879 году, когда сбежавший из дома на Диком Западе в поисках приключений канадец Уолтер Джон Уиннетт основал на этой земле ранчо. В те времена на этой территории проживали индейцы сиу, по легенде прозвавшие Уолтера Уиннетта «Орлиным Глазом» за меткость в стрельбе.
В 1900 году была закончена постройка большого каменного дома, где жила семья Уиннетта и проводились собрания других местных жителей, свадьбы, похороны и другие общественные события. В 1910 году он построил первый в новом городе магазин и запросил у правительства право на постройку почтового отделения. В 1925 году законодательное собрание штата Монтана одобрило создание округа Петролеум с центром в Уиннетте, отделив часть территории от соседнего округа Фергус.

## Население
По данным переписи 2010 года, 100 % населения города составляют белые американцы. Среди населения, приписанного к индексу почтового отделения Уиннетта, крупнейшие группы по происхождению — немцы (32 %), англичане (13 %), норвежцы (11 %), американцы (10 %) и ирландцы (7 %). Шесть жителей этой территории относят себя к потомкам русских переселенцев.
Более половины жителей города работают в сферах, традиционных для сельской местности — сельском хозяйстве, охоте, рыбной ловле и т. д. Большую часть населения составляют приверженцы Республиканской партии, кандидаты в президенты от которой получали большинство голосов местных жителей на всех выборах, проходивших после 1964 года.

## Климат
В Уиннетте преобладает климат, характерный для степных территорий, мало осадков в течение года. По классификации климатов Кёппена здесь семиаридный климат умеренных широт (холодный семиаридный климат) (индекс BSk). Средняя годовая температура составляет 7,4 °C, среднегодовая норма осадков — 345 мм.
| Показатель                    | Янв.  | Фев.  | Март  | Апр.  | Май   | Июнь | Июль | Авг.  | Сен.  | Окт.  | Нояб. | Дек.  | Год   |
| ----------------------------- | ----- | ----- | ----- | ----- | ----- | ---- | ---- | ----- | ----- | ----- | ----- | ----- | ----- |
| Абсолютный максимум, °C       | 22,2  | 23,9  | 27,2  | 32,8  | 36,7  | 41,7 | 41,7 | 42,2  | 40,0  | 34,4  | 27,2  | 20,6  | 42,2  |
| Средний суточный максимум, °C | 0,1   | 4,2   | 8,5   | 15,0  | 20,6  | 25,8 | 30,5 | 30,0  | 23,3  | 17,3  | 7,9   | 2,1   | 15,4  |
| Средняя температура, °C       | −6,8  | −3    | 1,2   | 7,1   | 12,6  | 17,5 | 21,3 | 20,4  | 14,3  | 8,8   | 0,7   | −4,8  | 7,4   |
| Средний суточный минимум, °C  | −13,6 | −10,1 | −6    | −0,7  | 4,6   | 9,2  | 12,1 | 10,9  | 5,4   | 0,3   | −6,5  | −11,6 | −0,5  |
| Абсолютный минимум, °C        | −41,1 | −43,3 | −34,4 | −25,6 | −13,3 | −2,8 | −0,6 | −17,2 | −13,3 | −27,8 | −33,9 | −44,4 | −44,4 |
| Норма осадков, мм             | 14    | 8     | 16    | 31    | 68    | 61   | 38   | 35    | 32    | 20    | 10    | 12    | 345   |
| Источник: ,                   |       |       |       |       |       |      |      |       |       |       |       |       |       |